# Весала, Паула
Паула Юлия Весала (фин. Paula Julia Vesala; род. 10 декабря 1981 года, Кярсямяки, Финляндия) — певица, скрипачка, поэтесса, киноактриса. С конца 2002 года — одна из вокалисток в финской поп-группе PMMP.

## Биография
Детство Паулы прошло в Кярсямяки. Там она жила с матерью и двумя братьями, отец умер ещё до рождения дочери. Вскоре после смерти супруга мать Паулы снова вышла замуж, и у девочки появился отчим, а также ещё два брата. В начальной школе Паула увлеклась игрой на скрипке, входила в состав школьного оркестра. Писать музыку начала уже в средней школе, пытаясь попасть в студенческие театры. Среднюю школу Весала окончила в Виитасаари. В возрасте 15 лет переехала в Куопио. Сначала она училась в «Университете прикладных наук», а после поступила в Академию Сибелиуса в Хельсинки. Паула опять стала ребёнком из неполной семьи: отчим умер в те дни, когда вышел первый альбом группы PMMP, в которой она пела.
Паула Весала открытая феминистка. Лига Феминисток наградила её и скрипача Пекку Куусисто (Pekka Kuusisto) премией «Vuoden Lyyti» в 2011 году за пластинку «Kiestinki». Текст этой песни Паула написала, будучи вдохновлённой историей своей бабушки на войне.
Весaла вместе с группой помощников Миры Луоти (Mira Luoti) выдвинула кампанию в защиту прав женщин и девушек под названием «Amnesty International» по борьбе с насилием и ограничениями для женщин. Когда стала успешна группа PMMP, в которой Паула являлась одной из солисток, кампания стала привлекать всё больше внимания общественности.
Лидер «Amnesty International Pia» Puu Oksasen нашёл эту кампанию через клип PMMP — «Joku raja».
Также Паула признаётся, что раньше имела проблемы с психическим здоровьем. Она со школы была склонна к тяжёлой депрессии. В интервью журналу «Evaa» Паула Весала рассказала, что из-за этого однажды оказалась в больнице.
Паула окончила Академию им. Сибелиуса — лучшее музыкальное учебное заведение Финляндии по профилю классического пения, фортепиано и скрипки.
Паула озвучивала главных героинь в финноязычной версии фильма «Астерикс и викинги» и в финском мультфильме «Discomatoja». Помимо этого Весала озвучивала также несколько фильмов, таких как «Динь-Динь», «Новые приключения Золушки», «Артур и минипуты» и все три части «Классного мюзикла». Паула играет как в кино, так и в театре, она исполняла одну из ролей в финском фильме «Принцесса» (Prinsessa, 2010).
В 2010 году она была выбрана «Актрисой года» в Kuopio Music High School.
Также Паула Весала писала песни для других исполнителей, среди которых Йоханна Куркела, Йенни Вартиайнен, Веса-Матти Лойри, Мартти Сааринен, Катри Уландер, Tiktak, Petra, Антти Туйски, Anna Abreu Uusi Fantasia, Freeman, Катри Хелена, Jippu, Самули Еделманн, Stig, Йессе Кайкурунта и Aṣa.
Она писала музыку для финских театров, таких как «Finnish National Theatre» для спектакля «Neljäs Tie», который был поставлен Эса Лескинен (Esa Leskinen). Играла в немом фильме под названием «Myrsky», снятого Элина Ойкари (Elina Oikari) и TaiK в 2013, где была в роли принца Фердинанда.
Паула реализовала себя также как переводчик: она перевела песни группы ABBA из мюзикла «Mamma Mia!» на шведский и финский языки для «Svenska Teatern», песни Benny Andersson, Lars Rudolfsson и Björn Ulvaeus, а также шведский мюзикл «Kristina från Duvemåla».
В 2013 году вместе с другими участниками группы PMMP была награждена Министерством образования и культуры в Хельсинки за вклад в музыкальное развитие страны, дуэт участниц группы PMMP получил высокую оценку и был признан новым эталоном для подражания молодых женщин в Финляндии.
12 апреля 2008 года родила сына, получившего имя Юлиус Кристиан Юлёнен (Julius Kristian Ylönen), отцом которого стал вокалист финской рок-группы «The Rasmus» и сольный исполнитель Лаури Юлёнен. 8 ноября 2014 года пара поженилась в Лас-Вегасе, о чём они объявили 29 декабря 2014 года. Брак был зарегистрирован в Хельсинки 5 января 2015 года.
В 2010 году совместно с Лаури Юлёненом Паула написала песню для Йоханны Куркела под названием «Rakkauslalu», выступив в роли автора текста.
14 сентября 2012 года состоялась премьера комедии «3 Simoa», в которой Паула сыграла роль гордой матери-одиночки Ээвы.
Весной 2015 года успешно прошли две премьеры: в Нью-Йорке — драма «Уроки английского» и в Лос-Анджелесе — одноактная пьеса «Пожалуйста, голосуйте», автором которых выступила Паула. «Уроки английского» выиграла американский Театральный конкурс мастеров вместе с семью другими короткометражками, драма рассказывает о финской матери и сыне, а также поднимает тему о потере родного языка и эмпатии.
Также Паула снялась в фильме «Осенний принц» (Syysprinssi, 2016). Фильм основан на одноимённом автобиографическом романе Аньи Кауранен (ныне Снельман) 1996 года.
В 2015 году Весала приняла участие в съёмках фильма «Девочка по имени Варпу» режиссёра Сельмы Вилхунен. Весала сыграла роль Сиру, инфантильной матери-одиночки, которая с трудом справляется со своими родительскими обязанностями, «отказывается взрослеть», поэтому её дочке приходится взрослеть самой. Как рассказывала Вилхунен, Паула в жизни — сильная, откровенная и уверенная в себе, то есть полная противоположность своей героини, но при этом она очень хорошая актриса, умеющая показать разнообразные оттенки настроения своей хрупкой героини, способная передать свойственную Сиру анархию в поведении. Премьера фильма состоялась в 2016 году, в 2017 году фильм стал обладателем кинопремии Северного совета — наиболее престижной кинематографической награды в странах Северной Европы, на финской национальной кинопремии «Юсси» (2017) картина была представлена в десяти номинациях, в том числе Весала — в номинации «Лучшая женская роль второго плана».
В США Паула реализовала себя как сольная исполнительница. Её первый сингл «Tequila» («Текила»), вышедший 23 октября 2015 года, получил статус платинового в Финляндии. Вторым синглом стала песня «Tytöt ei soita kitaraa» («Девушки не играют на гитаре», — фин.). Работа над синглом велась как в Лос-Анджелесе, так и в Финляндии. Паула написала, сочинила и выпустила песню совместно с Вейкка Ерколан (Veikka Erkolan). Премьера песни состоялась 26 февраля 2016 на Ylex, а сам сингл вышел 3 марта 2016 года.
10 июня 2016 года вышел третий сольный сингл Весала, получивший название «Älä droppaa mun tunnelmaa», 12 июня на своём канале YouTube Паула выложила клип на эту песню.
Дебютный альбом Паулы, получивший название «Vesala» вышел 17 июня 2016 года, в него вошли 10 треков. Весала сама выступила в роли продюсера, а также автора всех песен, мастерингом занимался Svante Forsbäck, а пиар-менеджером стал Perttu Mäkelä. Альбом был выпущен при поддержке Warner Music Finland и Warner Music Live.
29 сентября 2016 года Паула Весала и Лаури Юлёнен сделали официальное заявление, в котором объявили о разводе после 12 лет отношений.

## Образование
- Pohjois-Savon Ammattikorkeakoulu (Политехническое отделение) — преподаватель музыки, специальность: классическое пение, 2000—2002 год.
- Академия им. Сибелиуса — факультет: музыкальное образование, специальность: музыкальное образование, 2002—2011.
- TheTheater Academy Helsinki — драматургия, специальность: драматургия и сценарии, 2011—2014.
- UCLA — драматургия (школа театра, кино и телевидения), 2014—2015.

## PMMP
PMMP — это финская поп-рок группа, солистками которой являлись Паула Весала и Мира Луоти, в ней так же играли Микко Вирта (Mikko Virta), Юхо Вехманен (Juho Vehmanen) и Хейкки Китёла (Heikki Kytölä). Считается, что название группы произошло от аббревиатуры фразы «Paulan ja Miran Molemmat Puolet» («Паула и Мира с обеих сторон», — фин.), но в интервью финскому ток-шоу Krisse Show участники группы сказали, что название их группы является аналогом названия группы ABBA, то есть «Паула, Мира, Мира, Паула». Продюсером альбомов PMMP являлся Йори Сьёроос (Jori Sjöroos), который писал музыку для всех песен. Тексты же были написаны в основном Паулой Весала. PMMP была признана одной из самых важных групп, которые за последнее десятилетие оказали влияние на культуру Финляндии.
PMMP впервые заполучили широкую известность в Финляндии в 2003 году благодаря своему летнему хиту «Rusketusraidat» («Десять линий», — фин.). Их второй альбом «Kovemmat kädet» («Грубые руки», — фин.) стал золотым и дважды платиновым в 2010 году. Расширенная версия альбома была выпущена в августе 2005, ведущий сингл с этого альбома до сих пор является самым известным хитом PMMP в Финляндии.
В ноябре 2006 года PMMP выпустили свой третий альбом «Leskiäidin tyttäret» («Дочери вдовы», — фин.), который стал платиновым в день релиза.
Они выпустили альбом «Puuhevonen» («Деревянная лошадка», — фин.) с детскими народными песнями в 2007 году, примерно в то же время у обеих вокалисток появились дети. В 2009 был выпущен четвёртый поп-рок альбом «Veden varaan» («За бортом», — фин.) и их пятый альбом «Rakkaudesta» («Из любви», — фин.) был выпущен в 2012 году.
PMMP сыграли свой заключительный концерт 27 октября 2013 года в Helsinki Ice Hall.

## Финский «Грэмми»
Вместе с группой PMMP она выиграла в общей сумме 9 наград в следующих категориях:
- 2003 — Новая поп-рок группа
- 2005 — Альбом года «Kovemmat kädet», поп-альбом «Kovemmat kädet», лучшая группа
- 2006 — Альбом года «Leskiäidin tyttäret» и поп-альбом «Leskiäidin tyttäret»
- 2009 — Альбом года «Veden varaan», рок-альбом «Veden varaan» и лучшая группа

## Kerkko Koskinen Kollektiivi
Kerkko Koskinen Kollektiivi — это финская группа, образованная Керкко Коскиненом (Kerkko Koskinen) вместе с Вуокко Ховатта (Vuokko Hovatta), Паула Весала и Манна (Manna). В январе 2014 года Паула сообщила, что она покинула группу. Её заменила Майя Виккумаа (Maija Vilkkumaa)
Группа выпустила два альбома: «Kerkko Koskinen Kollektiivi» (который также выиграл Финский золотой музыкальный приз) в 2012 году и «2» в 2014 году.

## Vain Elämää
В 2014 году Паула Весала приняла участие в третьем сезоне «Vain elämää» вместе с такими финскими артистами, как Самули Эделманн (Samuli Edelmann), Elastinen, Паула Коивуниеми (Paula Koivuniemi), Веса-Матти Лойри (Vesa-Matti Loiri), Йенни Вартиайнен (Jenni Vartiainen) и Тони Виртанен (Toni Wirtanen). Сезон транслировался с 19 сентября по 7 ноября 2014 года. После его окончания был выпущен сборник песен «Vain Elämää — Kausi ilta» на лейбле WEA/Warner и возглавил финские чарты.

## Дискография

### Альбомы
| Год  | Альбом | Позиция | Сертификат        |
| ---- | --- | ------- | ----------------- |
| 2003 | Kuulkaas enot! - Выпущен: 5 сентября 2003 - Лейбл: BMG                                                            | 6       | Платиновый        |
| 2005 | Kovemmat kädet - Выпущен: 9 марта 2005 - Лейбл: Sony BMG - А так же специальный релиз Kovemmat kädet (Kumipainos) | 2       | Дважды платиновый |
| 2006 | Leskiäidin tyttäret - Выпущен: 15 ноября 2006 - Лейбл: Sony BMG                                                   | 1       | Платиновый        |
| 2007 | Puuhevonen - Выпущен: 14 ноября 2007 - Лейбл: Sony BMG                                                            | 3       | Платиновый        |
| 2009 | Veden varaan - Выпущен: 25 ноября 2009 - Лейбл: Sony Music                                                        | 1       | Платиновый        |
| 2012 | Rakkaudesta - Выпущен: 11 июня 2012 - Лейбл: Sony Music                                                           | 1       | Золотой           |
| 2013 | Hitit - Выпущен: декабрь 2013 - Лейбл: Sony Music                                                                 | 16      |                   |

| Год  | Альбом                              | Позиция |
| Год  | Альбом                              | FIN     |
| ---- | ----------------------------------- | ------- |
| 2011 | Kiestinki (вместе с Pekka Kuusisto) | 12      |

| Год  | Альбом                      | Позиция |
| Год  | Альбом                      | FIN     |
| ---- | --------------------------- | ------- |
| 2012 | Kerkko Koskinen Kollektiivi | 10      |

### Синглы
| Год  | Название                  | Позиция | Альбом |
| Год  | Название                  | FIN     | Альбом |
| ---- | ------------------------- | ------- | ------ |
| 2015 | Tequila                   | 4       | Vesala |
| 2015 | Tytöt ei soita kitaraa    |         | Vesala |
| 2016 | Älä droppaa mun tunnelmaa |         | Vesala |

### Сольные альбомы
| Название альбома | Дата выхода |
| ---------------- | ----------- |
| Vesala           | 17.06.2016  |

| Название               | Год  | Позиция | Позиция         | Позиция    | Позиция | Сертификат | Альбом                             |
| Название               | Год  | Сингл   | Лист скачиваний | Радио лист | 50 Hits | Сертификат | Альбом                             |
| ---------------------- | ---- | ------- | --------------- | ---------- | ------- | ---------- | ---------------------------------- |
| Rusketusraidat         | 2003 | 1       | -               | 11         | 2       | Золото     | Kuulkaas enot!                     |
| Niina                  | 2003 | -       | -               | -          | 42      |            | Kuulkaas enot!                     |
| Joutsenet              | 2003 | 8       | 7               | -          | 8       |            | Kuulkaas enot!                     |
| Kesä-95                | 2003 | -       | -               | -          | -       |            | Kuulkaas enot!                     |
| Päiväkoti              | 2005 | 13      | -               | -          | 38      |            | Kovemmat kädet                     |
| Kovemmat kädet         | 2005 | —       | -               | -          | —       |            | Kovemmat kädet                     |
| Oo siellä jossain mun  | 2005 | —       | 16              | 6          | 7       |            | Kovemmat kädet                     |
| Kumivirsi              | 2005 | -       | -               | -          | -       |            | Kovemmat kädet — Kumivirsi edition |
| Pikkuveli              | 2005 | -       | -               | 1          | 2       |            | Kovemmat kädet — Kumivirsi edition |
| Matkalaulu             | 2005 | -       | -               | 7          | 3       |            | Kovemmat kädet                     |
| Henkilökohtaisesti     | 2006 | -       | -               | 1          | 2       |            | Leskiäidin tyttäret                |
| Tässä elämä on         | 2007 | -       | 4               | 1          | 2       |            | Leskiäidin tyttäret                |
| Joku raja              | 2007 | 1       | 16              | 20         | 4       |            | Leskiäidin tyttäret                |
| Kesäkaverit            | 2007 | -       | -               | -          | 47      |            | Leskiäidin tyttäret                |
| Kiitos                 | 2007 | -       | -               | -          | —       |            | Leskiäidin tyttäret                |
| Täti Monika            | 2007 | -       | -               | -          | -       |            | Puuhevonen                         |
| Viimeinen valitusvirsi | 2009 | 12      | 11              | -          | -       |            | Veden varaan                       |
| Lautturi               | 2009 | 4       | 4               | 1          | -       | Золото     | Veden varaan                       |
| Pariterapiaa           | 2009 | 12      | 19              | 19         | -       |            | Veden varaan                       |
| Lapsuus loppui         | 2009 | -       | -               | 9          | -       |            | Veden varaan                       |
| Heliumpallo            | 2012 | -       | 11              | 11         | -       |            | Rakkaudesta                        |
| Rakkaalleni            | 2012 | -       | 25              | 1          | -       |            | Rakkaudesta                        |
| Tytöt                  | 2012 | -       | -               | -          | -       |            | Rakkaudesta                        |
| Pahvinaamari           | 2012 | -       | -               | -          | -       |            | Rakkaudesta                        |
| Valloittamaton         | 2013 | -       | 8               | -          | -       |            | Hitit                              |

| Год  | Название                     | Позиция | Альбом                                     |
| Год  | Название                     | FIN     | Альбом                                     |
| ---- | ---------------------------- | ------- | ------------------------------------------ |
| 2014 | Sori                         | 1       | Vain Elämää, Сезон 3, Elastinen Day        |
| 2014 | Miten ja miksi               | 10      | Vain Elämää, Сезон 3, Samuli Edelmann Day  |
| 2014 | Sua vasten aina painautuisin | 19      | Vain Elämää, Сезон 3, Paula Koivuniemi Day |

## Фильмография

### Фильмы
| Год  | Фильм                       | Роль                |
| ---- | --------------------------- | ------------------- |
| 2010 | Принцесса                   | медсестра Эльза     |
| 2012 | Голая бухта                 | учитель музыки      |
| 2012 | 3 Simoa                     | Еева, мать-одиночка |
| 2016 | Девочка по имени Варпу      | Сиру, мать-одиночка |
| 2017 | Неизвестный солдат          | Лююти               |
| 2020 | Игры, в которые играют люди | Улла                |

### Сериалы
| Год  | Сериал             | Роль         |
| ---- | ------------------ | ------------ |
| 2014 | #lovemilla         | ТВ-Гитта     |
| 2014 | Angry Birds Stella | Гэйл (голос) |

### Мультфильмы
| Год  | Мультфильм                                  | Роль            |
| ---- | ------------------------------------------- | --------------- |
| 2006 | Астерикс и викинги                          | Абба            |
| 2006 | Классный мюзикл                             | Тэйлор Маккейси |
| 2006 | Happily N'Ever After                        | Элла / Tuhkimo  |
| 2006 | Brother Bear 2                              | Nita            |
| 2006 | Артур и минипуты                            | Селения         |
| 2007 | Классный мюзикл 2                           | Тэйлор Маккейси |
| 2008 | Динь-Динь                                   | Динь-Динь       |
| 2008 | Классный мюзикл 3: Выпускной                | Тэйлор Маккейси |
| 2008 | Disco Worms                                 | Gloria          |
| 2008 | Bolt                                        | Penny           |
| 2009 | Облачно, возможны осадки в виде фрикаделек  | Сэм             |
| 2010 | Konferenz der Tiere                         | Bonnie          |
| 2011 | Секретная миссия Санты                      | Йага            |
| 2012 | TinkerBell:Secret of the Wings              | TinkerBell      |
| 2013 | Облачно, возможны осадки: Месть ГМО         | Сэм             |
| 2013 | Lotta and the Moonstone Secret              | Lotta           |
| 2014 | Tinker Bell and The Pirate Fairy''          | TinkerBell      |
| 2014 | Самолёты: Огонь и вода                      | Динамит         |
| 2014 | TinkerBell and the legend of the neverbeast | TinkerBell      |